# پلیمریزاسیون

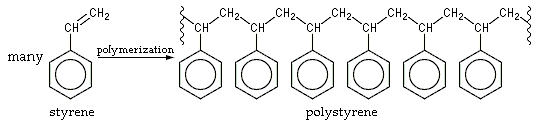
ساخته شدن اَبرمولکول(درشت‌مولکول) پُلی‌اِستایرِن در پِی به هم پیوستن شمار بَسیار زیادی از مونومر(تک مولکول ،تک‌پاره)های اِستایرِن به یکدیگر.در شناخت ساده می‌توان گفت که پُلیمریزاسیون یا بَسپارش یعنی به هم پیوستن و یکی شدن شمار بسیاری از مولکول‌های هم‌جنس(مونومِر) و ساختن یک مولکول بزرگتر از آنها (پُلیمر، بَسپار ، اَبرمولکول و یا دُرُشت‌مولکول).

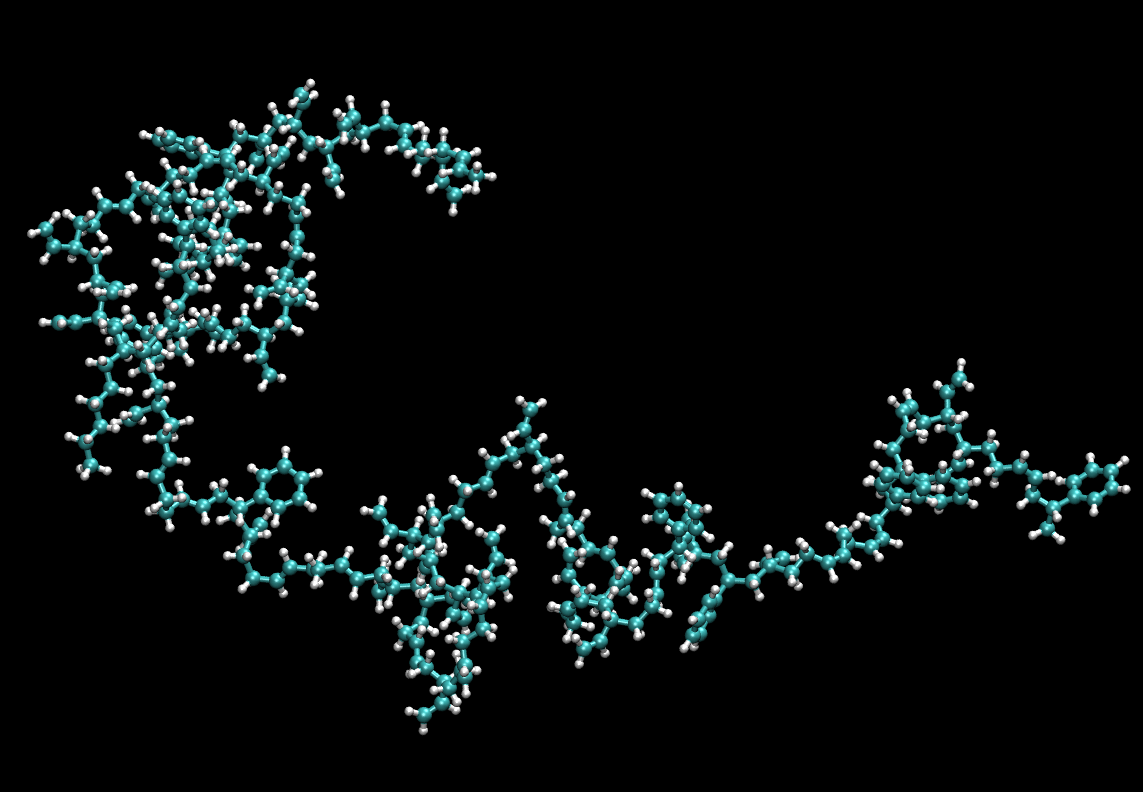
یک مولکول غول‌پیکر، اَبَرمولکول یا درشت مولکول(پُلیمِر). که از از پیوستن شمار بسیار زیادی از مونومِر(تک مولکول،تک‌پاره)های اِستایرِین (C6H5CH=CH2)ساخته شده است.

بَسپارِش یا پُلیمِریزاسیون (به فرانسوی: Polymérisation) یک واکنش شیمیایی است که در آن مولکول‌های کوچک و ساده یا همان مونومر با یکدیگر پیوند برقرار کرده و مولکولی بزرگ با جرم مولکولی چندین برابر مولکول اولیه به وجود می‌آورند.

## ریشه شناسی واژه
این واژه از زبان یونانی گرفته شده و به درون دیگر زبان ها راه یافته است، این واژه دارای دو بخش است:
در فارسی به گَرته‌برداری واژگانی از دیگر زبان ها آن را بَسپارش یا بِسپارش میخوانند که از دو بخش ساخته شده است:

## دسته‌بندی انواع پلیمریزاسیون
روش‌های انجام پلیمریزاسیون را می‌توان به صورت‌های مختلف دسته‌بندی کرد:
دسته‌بندی بر اساس طریقهٔ عمل کرد:
- پلیمریزاسیون آنیونی Anionic polymerization
- پلیمریزاسیون رادیکالی Radicalic polymerization
- پلیمریزاسیون کاتیونی Cationic polymerization

### دسته‌بندی بر اساس محصولات واکنش پلیمریزاسیون
واکنش پلیمریزاسیون با توجه به امکان تشکیل مولکول دیگری به دو دسته تقسیم می‌شود:
1. پلیمریزاسیون تراکمی[۲] (=Condensation polymerization)
2. پلیمریزاسیون افزایشی(=Addition polymerization)

در پلیمریزاسیون تراکمی، متصل شدن مونومرها به یکدیگر با حذف اتم‌ها یا گروه‌های اتمی همراه است (مانند آب و ...)
پلیمرهای زیر به روش تراکمی تولید می‌شوند:
پلی آمید(نایلونها), پلی استرها و بعضی پلی یورتان ها است.

## پلیمریزاسیون افزایشی
در پلیمریزاسیون افزایشی مونومرها بدون از دست دادن مولکول، به یکدیگر متصل می‌شوند؛ بنابراین پلیمر تولید شده با این واکنش دارای واحدهای تکرار شونده‌ای همانند مونومر اولیه هستند.
پلیمرهای زیر به روش فرایند پلیمریزاسیون افزایشی تولید می‌شوند:
پلی اتیلن (PE), پلی پروپیلن (PP), پلی استایرن (PS), پلی وینیل استات (PVAS) و پلی تترافلوئورواتیلن یا تفلون (PETFE) و بیشتر گرمانرم‌ها و برخی گرماسخت‌ها.

### مرحله‌ای-زنجیره‌ای
در سال ۱۹۵۲ فلوری طبقه‌بندی فوق را اصلاح و واکنش‌های پلیمریزاسیون را براساس مکانیسم بسپارش به دو گروه واکنش‌های بسپارش مرحله‌ای و زنجیره‌ای تقسیم‌بندی کرد. طبقه‌بندی یاد شده بر اساس این نظریه بود که در بسپارش‌های مرحله‌ای همهٔ مونومرها از ابتدا تبدیل به دی مر (دو مونومر به هم چسبیده) و سپس تری مر (سه مونومر به هم چسبیده) و تترامر و … می‌شوند ولی در پلیمریزاسیون زنجیره‌ای تنها مونومرهایی قابلیت تبدیل شدن به دی مر را دارند که بتوانند در ابتدای واکنش (رادیکاله یا یونیده) شوند. در مرحلهٔ بعدی نیز همین دی مرها هستند که به مونومرهای دیگر حمله می‌کنند و طول زنجیر خود را می‌افزایند و به سرعت به زنجیر بلندی تبدیل می‌شوند.

## دسته‌بندی بر اساس محیط انجام واکنش
واکنش‌های پلیمریزاسیون بر اساس محیط انجام واکنش به سه دسته تقسیم می‌شوند.
- بپلیمریزاسیون توده‌ای[۹] Bulk polymerization
- پلیمریزاسیون امولسیونی Emulsion polymerization
- پلیمریزاسیون محلولی[۱۰] Solution polymerization

## برای مطالعهٔ بیشتر
- حدادی اصل، وحید. تکنولوژی پلیمرها